# Gullegem
Gullegem is een plaats in de Belgische provincie West-Vlaanderen. Het is sinds 1977 een deelgemeente van Wevelgem. De gemeente is sterk verstedelijkt. Ze wordt van de hoofdgemeente Wevelgem gescheiden door de verkeerswisselaar van Moorsele en is bijna vergroeid met de stad Kortrijk, waarvan ze nog door de R8 is gescheiden.

## Geschiedenis
Het grondgebied van Gullegem werd al bewoond in het neolithicum, uit welke tijd enkele pijlpunten van silex werden aangetroffen. Uit de Keltische tijd stamt een brandgraf. Ook werden er in 1976 Romeinse waterputten gevonden van de 1e eeuw n.Chr., waarin zich enkele sieraden en munten bevonden. Gullegem zou gelegen zijn op het tracé van de heerbaan van Tongeren naar Boulogne.
Gullegem werd voor het eerst vermeld in 1066, als Godelinchehem, de verbinding van een persoonsnaam en de -heim (woning) uitgang. Het patronaatsrecht werd toen geschonken aan de Sint-Maartensabdij van Doornik.
De eerste vrouwe van Gullegem die bekend is, was Catharina van Maldegem, genoemd in 1340. De laatste heer was Louis de Haveskerke (1788-1792).
Van belang is de vlasnijverheid die vanaf de 15e eeuw van groot belang werd voor Gullegem. Omstreeks 1838 werden in de regio enkele uitvindingen gedaan die het weven van linnen sterk verbeterden. In de 19e eeuw kwam de industrialisatie van de vlas- en linnenindustrie op, hoewel er ook nog lange tijd veel thuiswevers waren. Einde 19e eeuw waren dat er 154. Daarna slonk dit aantal snel. Het hoogtepunt van de industriële vlasnijverheid lag in 1935. Vooral na de Tweede Wereldoorlog liep het belang van deze activiteit snel terug maar nieuwe bedrijvigheid kwam op. Naast de snelwegen, vooral de E403, verrezen bedrijventerreinen. Ook groeide Gullegem vrijwel vast aan de Kortrijkse agglomeratie.
Een zwingelmolen was een speciaal type windmolen dat in deze streek omstreeks 1880 werd ontwikkeld en diende voor het zwingelen van vlas. Dit was de eerste stap op weg naar de mechanisatie van het zwingelproces.
Op 19 oktober 1914 richtten de Duitse troepen grote schade aan in het dorp. Ook op 6 en 7 september 1944, toen Britse troepen Gullegem kwamen bevrijden, werden een aantal huizen vernield door beschietingen en bombardementen.
Na de Tweede Wereldoorlog breidde Gullegem zich snel uit. In de jaren '60 van de 20e eeuw werd de sociale woningbouwwijk Wijk Te Walle aangelegd.
In 1977 werd Gullegem een deelgemeente van de fusiegemeente Wevelgem.

## Demografische ontwikkeling
- Bronnen:NIS, Opm:1831 tot en met 1970=volkstellingen; 1976 = inwoneraantal op 31 december

## Bezienswaardigheden

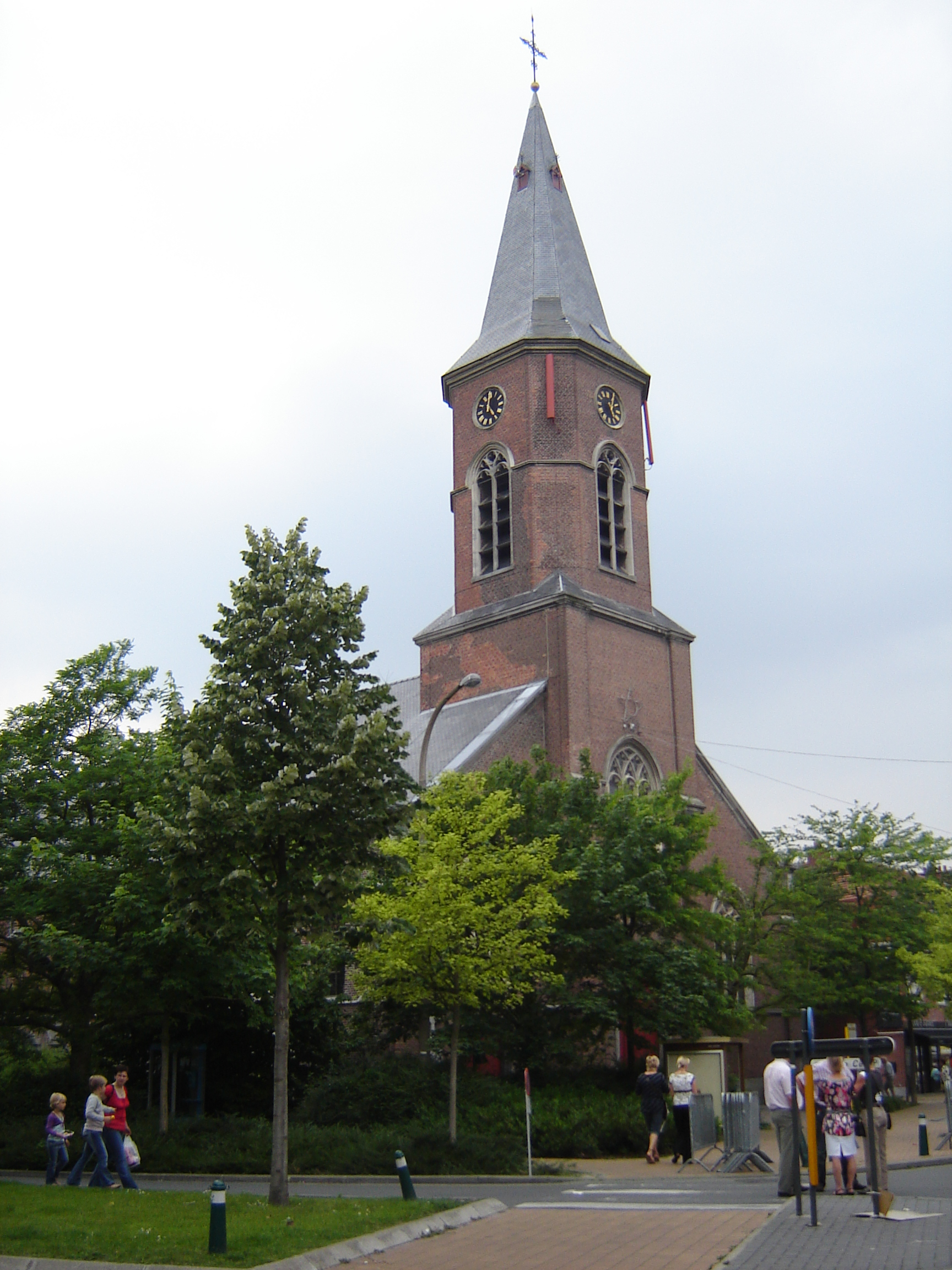
Sint-Amanduskerk

- De Sint-Amanduskerk
- Domein Bergelen

## Natuur en landschap
De sterk verstedelijkte plaats Gullegem ligt aan drie zijden door autowegen ingesloten: de E403 van Brugge naar Doornik, de A19 van Kortrijk naar Ieper, en de ringweg om Kortrijk. Ook is er een groot bedrijventerrein. In het noorden is nog een klein landelijk gebied. De hoogte varieert van 20 tot 40 meter. Waterlopen zijn de Bankbeek en de Heulebeek, welke laatste ook door het provinciaal Domein Bergelen stroomt, dat een natuur- en recreatiegebied is.

## Politiek
Gullegem had een eigen gemeentebestuur en burgemeester tot de gemeentelijke fusie van 1977. De laatste burgemeester was Gilbert Seynaeve, die na de fusie burgemeester werd van Wevelgem. Burgemeesters van Gullegem waren:
- 1965-1970: Oscar Seynaeve
- 1971-1976: Gilbert Seynaeve

## Cultuur
In Gullegem zijn verschillende muziekmaatschappijen actief: de harmonie Sint-Cecilia, de Koninklijke Fanfare Kunst Veredelt en zijn jeugdfanfare Bravoura.
Gullegem heeft eveneens twee amateur toneelgezelschappen. Namelijk de Koninklijke Rederijkerskamer De Lustige Slijters, en 't Neerdak.
Het dorp heeft schuttersclub die zijn oorsprong kent in de 17de eeuw en is nog steeds een bloeiende vereniging van Gullegem is. Het hoogtepunt is de "zwijntjesworp" van de kerktoren.
De jaarlijkse Carnavalsstoet (sedert 1974) gaat door de zondag voor Aswoensdag en is een organisatie van de Gemeentelijke Carnavalsvereniging Orde van de Vlaskapelle.
Gullegem heeft een heemkundige kring, De Meiboom.
Jaarlijks vindt er het Kokopelli Festival en de Jeugdfeesten plaats.

## Sport
Gullegem is de thuisbasis voor de voetbalclub FC Gullegem en ieder jaar vindt er ook de wielerwedstrijd Gullegem Koerse plaats.
Sinds 2018 wordt ook elk jaar Cyclocross Gullegem georganiseerd.

## Economie
Op het grondgebied van de gemeente ligt de industriezone Gullegem-Moorsele.

## Nabijgelegen kernen
Sint-Eloois-Winkel, Heule, Moorsele, Bissegem